# William Ashford (Politiker)

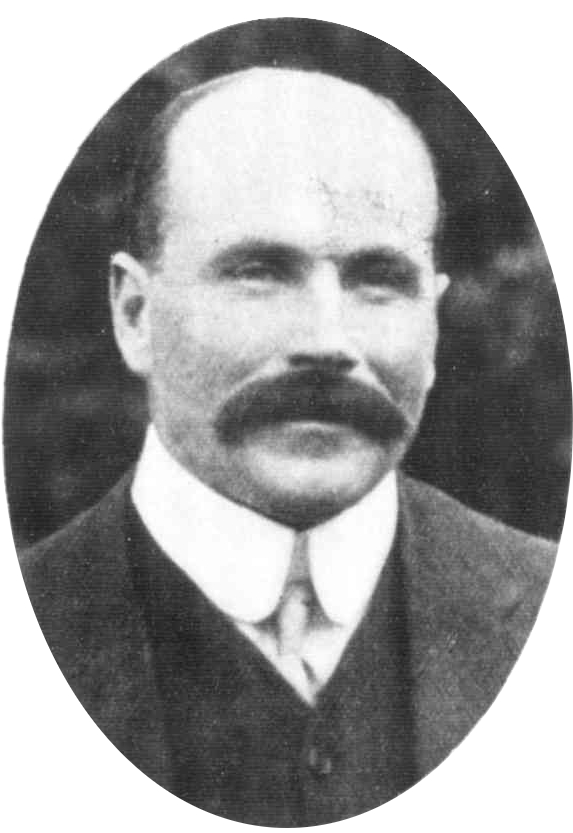
William Ashford (1911)

Hon. William George Ashford (* 9. August 1874 in Sparks Creek, Scone, New South Wales; † 23. März 1925 in Mosman, New South Wales) war ein australischer Politiker der Australian Labor Party ALP und später der Nationalist Party of Australia, der zwischen 1910 und 1922 mit Unterbrechungen Mitglied im Parlament von New South Wales war und verschiedene Ministerämter bekleidete.

## Leben
William George Ashford, Sohn des Landwirts John Ashford und dessen Ehefrau Rebecca Bell, arbeitete nach dem Schulbesuch in Sparks Creek auf der Farm seines Vaters. Er kaufte später zunächst eine Farm in der Nähe des Hawkesbury Agricultural College, die er dann aber wieder verkaufte, um nach Sparks Creek zurückzukehren. Bei der Wahl vom 10. September 1907 bewarb er sich für die Australian Labour Party erstmals für ein Mandat im Parlament von New South Wales, erreichte mit 2146 Stimmen (46,44 Prozent) im Wahlkreis Upper Hunter jedoch nur den zweiten Platz und verpasste den Einzug in die Legislativversammlung (NSW Legislative Assembly). Bei einer Nachwahl (By-election) im Wahlkreis Upper Hunter am 13. April 1910 wurde er mit 2365 Stimmen (54,44 Prozent) zum Mitglied der Legislativversammlung gewählt, verlor dieses Mandat aber bereits wieder bei den Wahlen am 14. Oktober 1910, als er mit 2995 Stimmen (48,15 Prozent) nur Zweiter nach dem Kandidaten der Liberal Party of Australia wurde.
Bei einer ersten Nachwahl kandidierte Ashford im Wahlkreis Liverpool Plains am 16. August 1911 für die ALP, unterlag mit 2909 Stimmen (49,97 Prozent) jedoch mit nur drei Stimmen. Diese Wahl wurde jedoch vom Elections and Qualifications Committee aufgehoben, so dass am 28. Oktober 1911 eine erneute Nachwahl stattfand. Diese konnte Ashford mit 4030 Stimmen (53,35 Prozent) für sich entscheiden und vertrat den Wahlkreis Liverpool Plains nach seinen Wiederwahlen am 6. Dezember 1913 und am 24. März 1917 bis zum 18. Februar 1920.
Am 29. Januar 1914 übernahm Ashford im ersten Kabinett von Premierminister William A. Holman den Posten als Landwirtschaftsminister (Minister of Agriculture) und hatte diesen zunächst bis zum 23. Februar 1915 sowie abermals zwischen dem 15. März und dem 1. Juni 1915 inne und war anschließend vom 12. Januar 1915 bis zum 15. November 1916 Minister für Ländereien (Secretary for Lands). 1915 war er ferner Trustee des Nationalparks sowie Mitglied der Universal Service League. Gemeinsam mit Premierminister Holman verließ er am 15. November 1916 die Australian Labour Party und trat der Nationalist Party of Australia bei, eine Fusion zwischen der konservativen Commonwealth Liberal Party und der National Labor Party, welche von enttäuschten Mitgliedern der Australian Labor Party, angeführt vom australischen Premierminister Billy Hughes, gegründet worden war. Im darauf folgenden zweiten Kabinett von Premierminister William A. Holman übernahm er daraufhin vom 15. November 1916 bis zum 12. April 1920 weiterhin den Posten als Minister für Ländereien sowie zeitgleich in Personalunion das Amt als Minister für Forstwirtschaft (Minister for Forests). Ashford selbst wurde bei den Wahlen am 24. März 1917 im Wahlkreis Liverpool Plains mit 3593 Stimmen (52,94 Prozent) wieder zum Mitglied der Legislativversammlung gewählt und bekleidete im zweiten Kabinett Holman zwischen dem 9. Februar und dem 12. April 1920 außerdem auch wieder den Posten des Landwirtschaftsministers. 
Bei den Wahlen am 20. März 1920 wurde Ashford für die Nationalist Party im Wahlkreis Wammerawa, der drei Abgeordnete für die Legislativversammlung stellte, mit 5713 Stimmen (25,46 Prozent) und dem zweitbesten Ergebnis wieder zum Mitglied der NSW Legislative Assembly gewählt sowie bei der darauf folgenden Wahl am 25. März 1922 als Parteiloser als Drittplatzierter mit 6066 Stimmen (23,08 Prozent) wiedergewählt. Am 26. Juli 1922 wurde jedoch sein Mandat aberkannt, nachdem es zuvor Verwirrung über die Berechnung der Transferwerte für den Überschuss an Quotenstimmen gewählter Kandidaten gegeben hatte. Ashford wurde vom Wahlleiter unter Anwendung der falschen Methode für gewählt erklärt, woraufhin das Elections and Qualifications Committee das Ergebnis aufhob, nachdem es die richtige Methode angewendet hatte. Bei einer fiktiven Nachwahl am 1. August 1922 ohne tatsächlichen Wahlgang wurde daraufhin der richtige Drittplatzierte der Wahl vom 25. März 1922, Joseph Alfred Clark von der Labour Party, zum Sieger und damit zum Abgeordneten erklärt. Er zog sich anschließend aus dem politischen Leben zurück und verstarb knapp drei Jahre später am 23. März 1925. Aus seiner 1904 in Scone geschlossenen Ehe mit Lily Charlotte Keys Brecht gingen vier Söhne hervor.